# SN 1965D
SN 1965D – supernowa odkryta 26 lutego 1965 roku w galaktyce MCG -05-25-32. W momencie odkrycia miała maksymalną jasność 14,00m.